# 東京オペラシティ

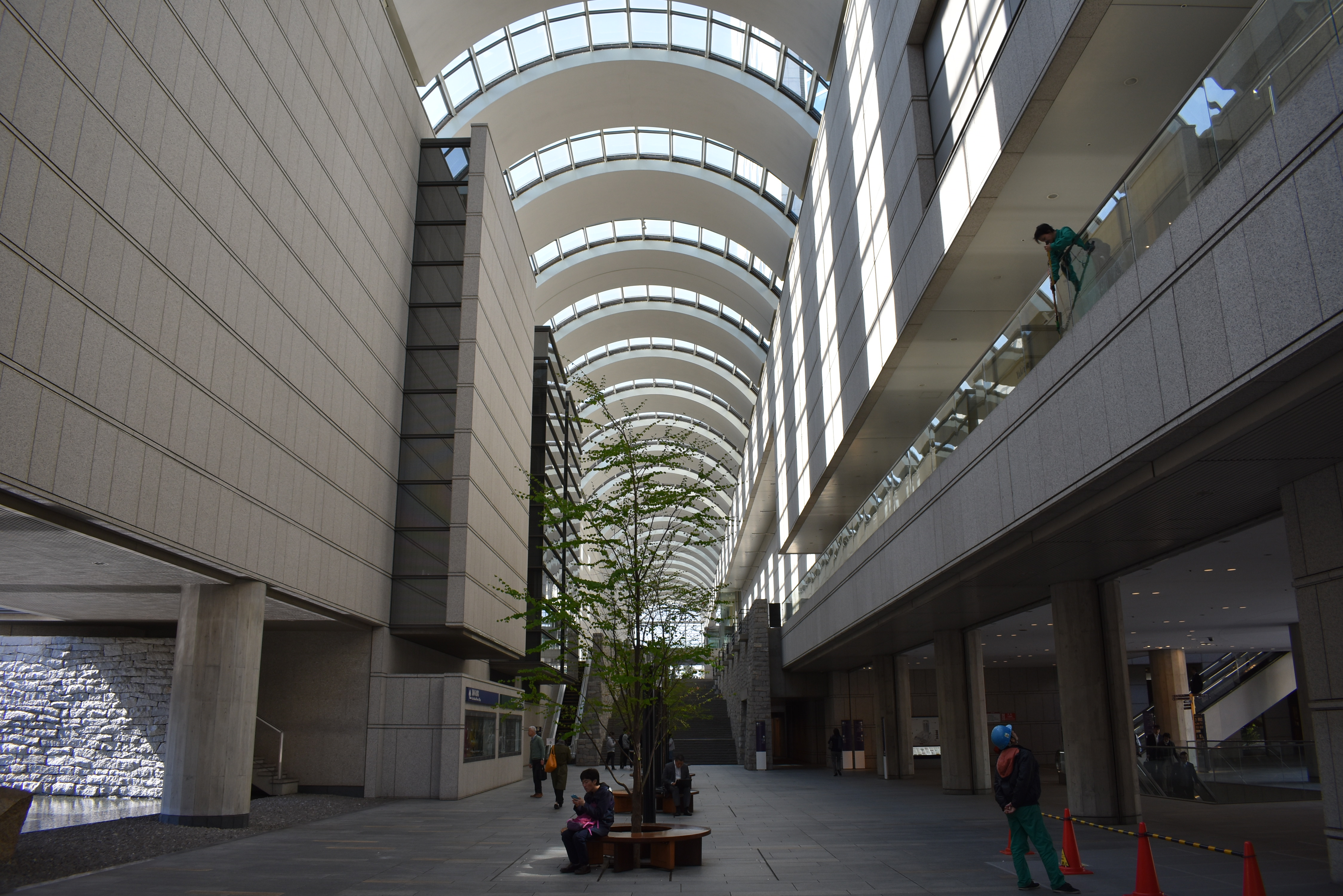
甲州街道側より「ガレリア」を見る（2019年4月4日撮影）

東京オペラシティ（とうきょうオペラシティ）は、東京都新宿区西新宿三丁目にある複合文化施設。
民間の超高層ビル「東京オペラシティビル」（東京オペラシティタワー）を中心として構成されるほか、東京オペラシティには属さないものの隣接する新国立劇場と一体的なエリアとして扱われる。この項では主に「東京オペラシティビル」について詳述する。新国立劇場については該当の項を参照のこと。

## 概要
当地にはもともと、電電公社（現・NTT）時代の淀橋電話局、京王帝都バス新宿営業所、小田急百貨店配送センター、東京工業試験所（新国立劇場部分）などが存在した。
東京オペラシティは、1985年の国際建築設計競技による柳澤孝彦TAK建築・都市計画研究所設計の新国立劇場と、NTTファシリティーズ・都市計画設計研究所・柳澤孝彦TAK建築・都市計画研究所の共同設計による民間の超高層複合施設「東京オペラシティビル」からなる街区の名称である。
単に「東京オペラシティ」という場合、しばしばこのうち新国立劇場を除く高層の民間建物部分「東京オペラシティビル」を指す。ビル内には文化施設とオフィスのほか、「シティ」の名の通り、飲食店・物販・サービスなど50を超える店舗がテナントとして入っている。
高層の「東京オペラシティビル」部分（新宿区西新宿に所在）と、隣接する低層の新国立劇場（渋谷区本町に所在）の部分は、「ガレリア」と呼ぶ高さ20m・長さ200m、3層の半外部空間で接続されており、ガレリアを境に新宿区と渋谷区に分かれている。
「東京オペラシティビル」部分は、東京オペラシティビル株式会社および、公益財団法人東京オペラシティ文化財団により管理・運営されている。
東京オペラシティビル株式会社の事業者には、もともと当地にゆかりの深かったNTT系のNTT都市開発、NTTアドバンステクノロジ、京王電鉄など、複数の企業が名を連ねている。
空調設備などは、隣接するNTT東日本の本社ビルと共用の地域冷暖房プラントを持ち、山手通り下の地中でつながっている。また同ビルとの間は、2階にある屋根付きの横断橋で山手通りを渡って連絡している。
回転ドアは、2004年に六本木ヒルズ森タワーで発生した事故を受け一時使用禁止となったが、一部を除いて現在でも使用されている。また、オフィスエントランスの大型回転ドアには安全センサーが追加され、自動扉を併設したうえで警備員を常時配置し、安全性を確保している。

## 歴史
- 1996年
  - 7月 - タワー、コンサートホール竣工[1][2]。
  - 8月 - 開業[3]。
- 1997年
  - 2月 - 新国立劇場竣工。
  - 9月 - 京王新線初台駅と直結。
  - この年 - 日本サインデザイン賞（SDA賞）受賞。
- 1999年3月 - アートギャラリー棟が完成し全体竣工。地下4階、地上54階、高さ約234mで、新宿地区の超高層ビルとしては3番目の高さを誇った。
- 2000年11月 - 第41回建築業協会賞（BCS賞）特別賞受賞。
- 2002年5月 - 2001年日本建築学会作品選奨受賞。

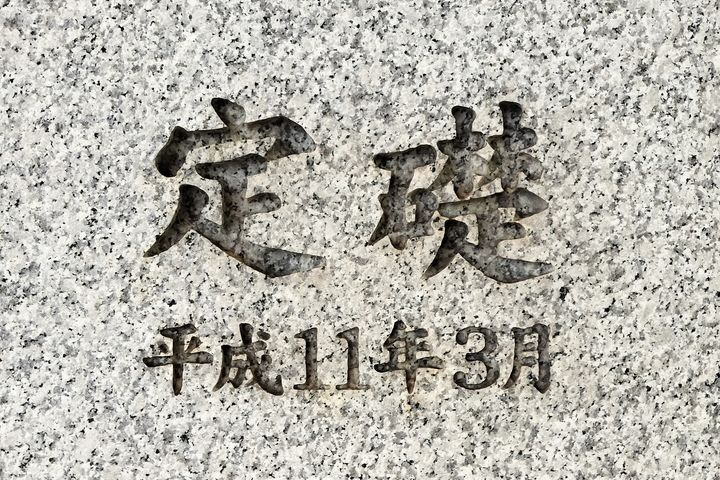
南東角付近にある定礎（平成11年は1999年）
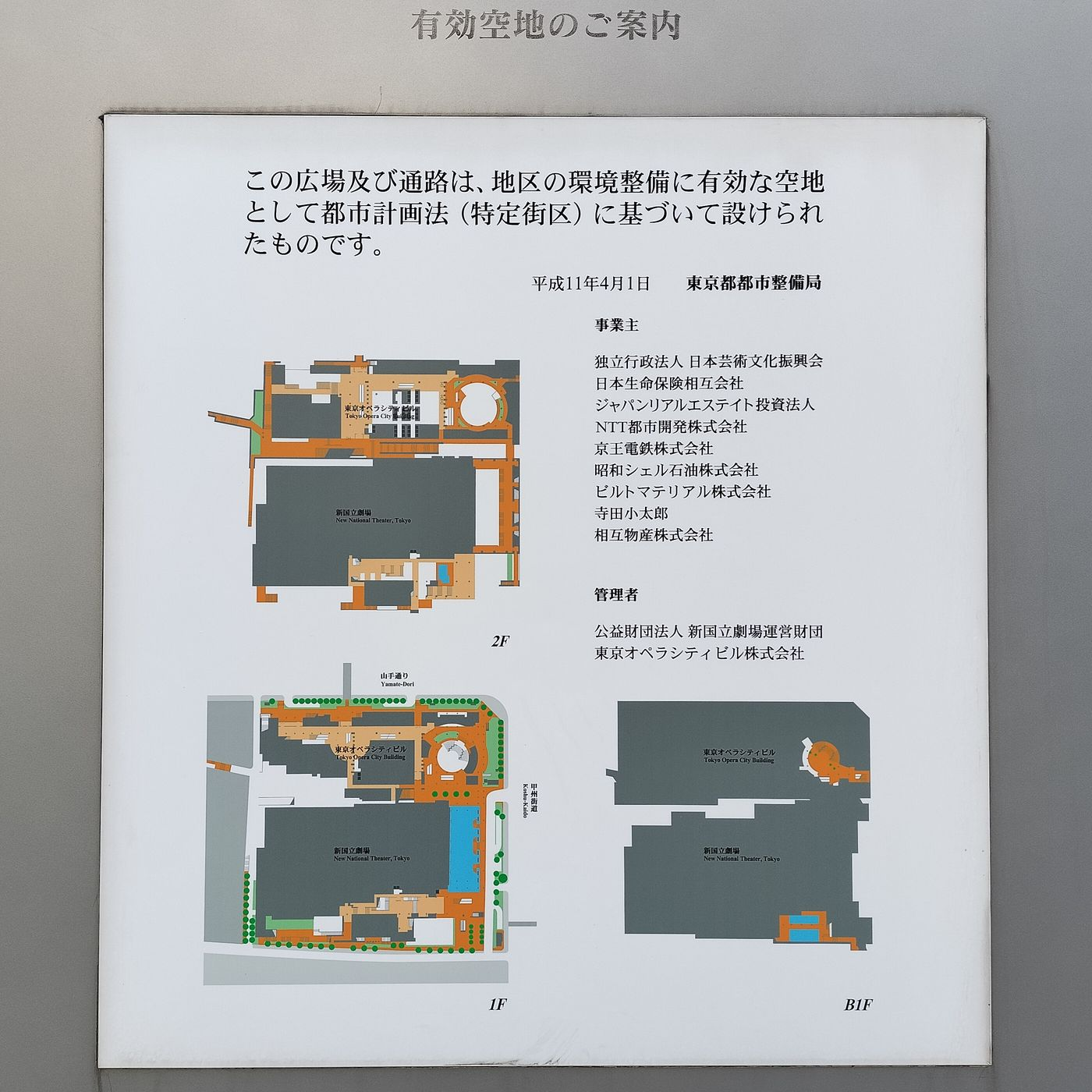
有効空地の表示

## 主な施設
- 地下4階：機械室（施設関係者以外立入禁止）
- 地下3階 - 1階：駐車場（1階は搬入口専用）
- 地下1階：サンクンガーデン、リサイタルホール、京王新線初台駅連絡口
  - サンクンガーデン - 古代ギリシアの円形劇場風の広場。
    - アートワーク - 和泉正敏による石積み。ジョナサン・ボロフスキーによる「Singing Man」という名の巨人のモニュメントが建っている。また毎年クリスマスシーズンには、ジャンボクリスマスツリーが設置される。
- 地下1階 - 2階：レストラン、ショッピングフロア
- 1階：東京オペラシティ郵便局
- 1階 - 3階：高さ20m長さ200mの半戸外空間「ガレリア」
  - アートワーク - 和泉正敏による石積み、宮島達男によるタイムパッセージ、山口勝弘によるサウンドインスタレーション
- 1階 - 4階：コンサートホールとタワー棟の間の吹き抜け空間
  - アートワーク - 川上喜三郎によるエアーダンス、高木由利子の「混乱する引力」
- 2階：オフィスロビー
  - アートワーク - アントニー・ゴームリーによる立像
- 3階：アートギャラリー、コンサートホール（タケミツメモリアル）
  - 近江楽堂 - 約50坪の室内楽ホール。四葉形をしており天井はドーム状である。
- 4階 - 5階：ICC（NTTインターコミュニケーション・センター）
- 7階：貸会議室、東京オペラシティ歯科、オペラシティクリニック
- 18階：カフェテリア・フードコート
- 7階・18階・28階・38階・48階：オフィスエレベーター乗継階
- 7階 - 52階：オフィスフロア
- 53階 - 54階：展望レストランフロア

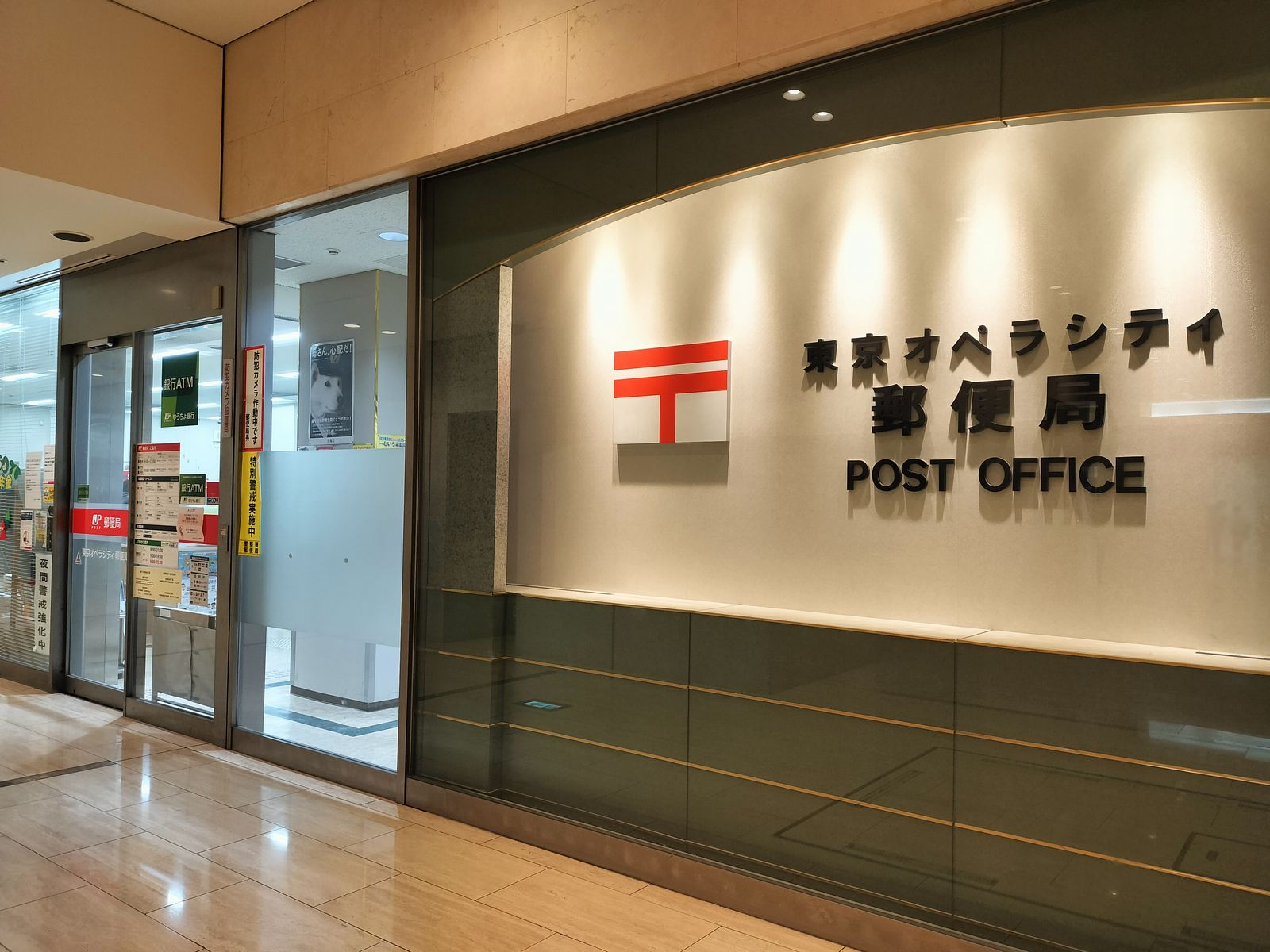
東京オペラシティ郵便局

### オフィスフロアに入居する主な企業
- 住友三井オートサービス株式会社
- テルモ株式会社東京オフィス
- サノフィ株式会社
- エスエス製薬株式会社
- イーデザイン損害保険株式会社
- らでぃっしゅぼーや株式会社
- マニュライフ生命保険株式会社
- 株式会社グリーンハウス（株式会社キャニー）
- 株式会社ヒューマックス
- 株式会社エムティーアイ
- 株式会社デジタルハーツ
- 株式会社ウエスト東京本社
- nmsホールディングス株式会社
- ジュニパーネットワークス株式会社
- 株式会社クロス・マーケティンググループ
- 株式会社データサービス
- 株式会社テクノスジャパン
- ユーソナー株式会社
- 株式会社make

など。
かつてはApple Japanも入居していたが、2013年5月に六本木ヒルズ森タワーへ移転した。
エイボン・プロダクツ本社も13階に入居していたが、2014年6月にみなとみらいビジネススクエアへ本社機能を移転した。移転後も本店所在地は東京オペラシティに所在し、1階の直営ショップ「エイボン ビューティーセンター」は営業継続。
プロクター・アンド・ギャンブル・ジャパンの東京オフィスもかつて半蔵門周辺→西五反田から移転してこのビルに入居していたが、2018年6月に京橋エドグランへ転居している。

### エレベーター
タワー棟のオフィスエレベーターは5バンク（A～Eバンク）あり、AバンクとEバンク（展望レストラン用）は三菱製、Bバンクは日立製、CバンクとDバンクは東芝製となっている。停止階は各バンクの行先階と乗継階で構成されている。非常用31・32号機は西側で三菱製、33・38・39号機は中央と東側でオーチス製である。
2023年（令和5年）から、オフィス乗用エレベーターの更新工事が始まり、順次更新される。2024年6月現在、Bバンクの10-12号機が更新済み、9号機が更新中。
- Aバンク（三菱電機製、黄色）
2・7 - 18
- Bバンク（日立製、黄緑）
2・7・18 - 28
- Cバンク（東芝製、水色）
2・7・18・28 - 38
- Dバンク（東芝製、紫）
2・7・18・28・38 - 48
- Eバンク（三菱電機製、ピンク）
2・7・18・28・38・48 - 54

## 東京オペラシティ文化財団
同ビル内にあるコンサートホール、リサイタルホール、東京オペラシティアートギャラリーを運営している。

### コンサートホール

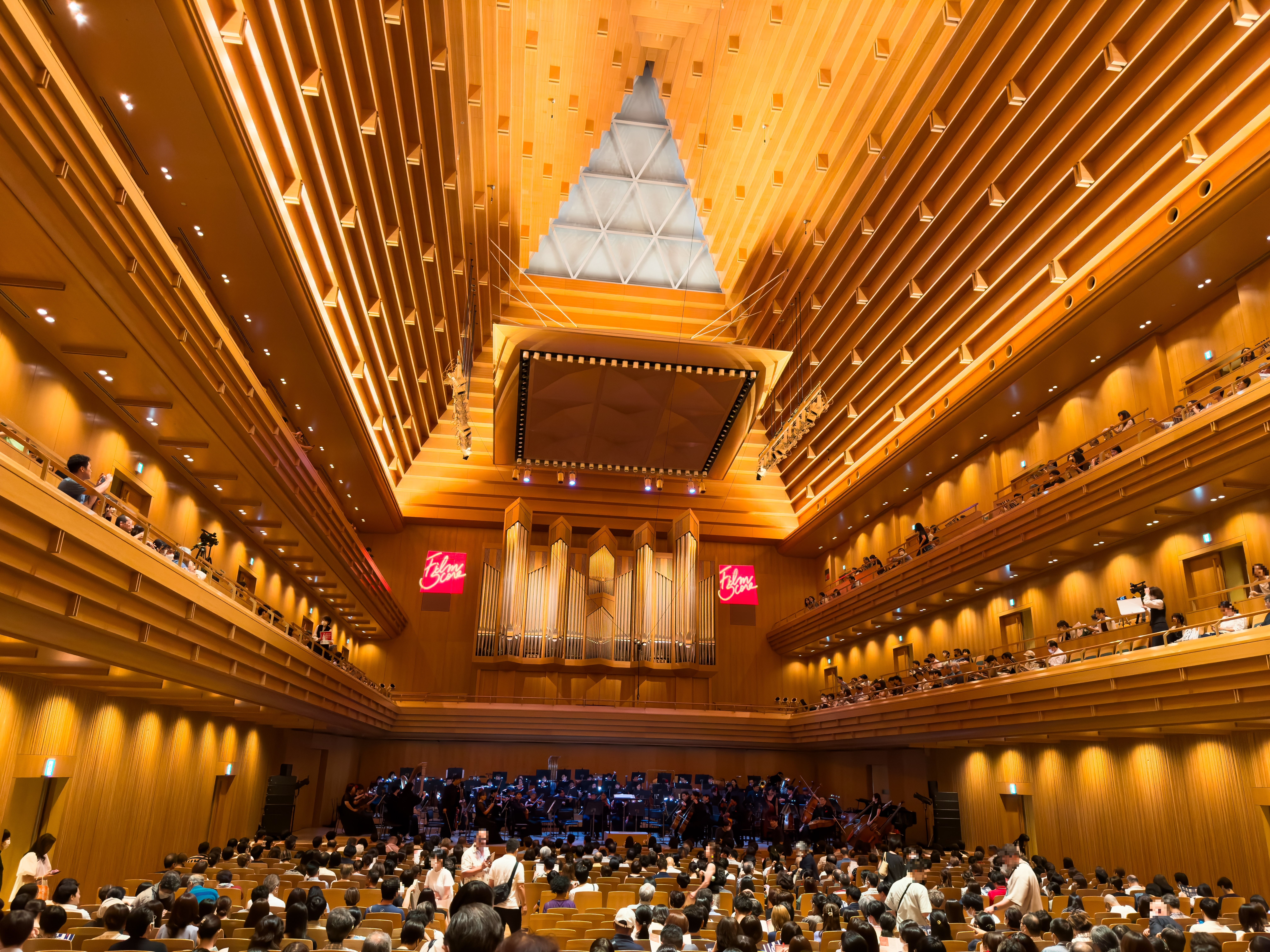
コンサートホール

正式名称は「東京オペラシティ コンサートホール：タケミツ メモリアル」であり、1992年から準備段階の東京オペラシティビルの芸術顧問であった作曲家の武満徹の名前を冠している。
シューボックス型の平面、変形ピラミッド型の天井、2層のバルコニー席、天井に採光窓を持ち、ピラミッド状の音響反射板がステージ上部に浮かぶ。内装はホワイトオーク。
- 座席数：1632席（オーケストラコンサートの場合、張り出し舞台を利用するので1568席になる）
- パイプオルガン：スイス・クーン社（ドイツ語版）製（月1回、無料のオルガンコンサートを開催）
- 東京フィルハーモニー交響楽団、東京交響楽団が同ホールにて定期的にコンサートを開催している他、在京プロオーケストラや、アマチュアの楽団の演奏会も行われる。
- 現在、日本音楽コンクール本選会の会場となっている。

### リサイタルホール
平土間形式、舞台と客席は移動可能。
- 座席数：286席

### リハーサル室
東京フィルハーモニー交響楽団の練習場となっている。同オーケストラの事務所は、東京オペラシティ内にある。

### アートギャラリー
東京オペラシティアートギャラリー。
年4回程度企画展を開催、国内の若手作家を紹介する「Project N」も開催している。サンクンガーデンを取り囲むプラン。天井高6mのハイサイドライトを持つギャラリー1・2、4階の展示室ギャラリー3・4、コリドールから構成される。ミュージアムショップのギャラリー5が隣接。

## 交通アクセス
詳しくは「東京オペラシティ アクセス」を参照。
- 京王電鉄京王新線「初台駅」中央口直結（徒歩1分）
- 路線バス
  - 渋谷駅より京王バス　渋61・渋64系統「東京オペラシティ南」下車
  - 渋谷駅より京王バス　渋63系統　「東京オペラシティ南」「新国立劇場前」下車
  - 渋谷駅より京王バス・都営バス　渋66系統「東京オペラシティ南」「新国立劇場前」下車
  - ハチ公バス 春の小川ルート「新国立劇場前」下車
  - 新宿駅より京王バス　宿41・宿45系統「幡ヶ谷不動尊」下車
- 首都高速4号新宿線 新宿出口すぐ
- 地下有料駐車場（店舗利用、コンサート・観劇割引あり）
- 東京オペラシティビル自転車駐輪場

## ロケが行われた主な作品
- Future World - Every Little Thingが1996年に発売した楽曲。ミュージックビデオの撮影を東京オペラシティの屋上で行った。
- WITH LOVE - 1998年に放送されたテレビドラマ。主人公の勤務先の入居ビルとしてロケーション撮影された。
- ゴジラ2000 ミレニアム - 1999年に公開された日本映画。作中ではシティタワーと呼ばれる。劇中で重要な舞台となり、シティタワーの屋上にUFOが着陸する場面がある。
- 仮面ライダー555 - 2003年に放送された特撮ドラマ。劇中に登場する企業・敵対組織「スマートブレイン」として外観と内部が使われている。

## 関連人物
- 寺田小太郎 - 本来は造園の専門家。この土地の地権者の1人で、開発事業にも参加した。東京オペラシティアートギャラリーの創設を提案。美術品の収集活動は「寺田コレクション」として知られる。[7]